# Sambar
De sambar (Rusa unicolor, soms ook Cervus unicolor), ook wel paardhert of Aristoteleshert genoemd, is een Zuid-Aziatische hertachtige uit het geslacht Rusa.

## Kenmerken
De sambar heeft een schofthoogte van ongeveer anderhalve meter, een kop-romplengte van 185 tot 250 centimeter en een lichaamsgewicht van 227 tot 350 kilogram. De staart is 25 tot 30 centimeter lang. Het mannetje draagt een sterk gewei, dat slechts drie takken heeft en 120 centimeter lang kan worden. Het hert heeft een egaal (unicolor) donkerbruine vacht. De kin, de poten en de onderzijde van de staart zijn roder van kleur. De staartpunt is zwart. Beide geslachten hebben dikke manen in de nek.

## Leefwijze
Overdag en 's nachts grazen de herten. Ze eten behalve gras en kruiden ook twijgen, vruchten, bamboescheuten en mos.
Sambars leven niet in kudden, maar solitair of in kleine familiegroepjes van vier of vijf dieren, bestaande uit een vrouwtje en enkele jongen.

## Voortplanting
Na een draagtijd van 240 dagen werpt de hinde een enkel kalfje op een beschutte plaats in dicht struikgewas. Het jong is ongevlekt.

## Verspreiding
De sambar komt voor in het zuiden van Azië, in India, Sri Lanka, Zuid-China, Hainan, Taiwan, Myanmar, Thailand, Vietnam, Laos, Cambodja, Maleisië en Sumatra. Hij leeft voornamelijk in open bosgebieden in de buurt van water. Hij mijdt dichter woud en open struikgebieden. De soort is ingevoerd in Australië, Nieuw-Zeeland en op een eiland voor de kust van West-Florida, waar ze in 1908 zijn uitgezet.